# Пулхерија Стурдза
Пулхерија Стурдза (рум. Pulcheria Sturdza; рус. Пульхерия Николаевна Кешко; 10. април 1831 — 22. септембар 1874) била је принцеза од Молдавије. Претпоставља се да је била румунског порекла.
Рођена је 1831, као ћерка принца Николаја Стурдзе и његове супруге Марије, принцезе Розети-Розновану, из града Јашија, у Румунији. Пулхерија је била унука владара Ивана Стурдзе. Била је удата за Петра Кешка, пуковника из Русије. Имали су четворо деце: Наталију (1859—1941), Ивана, Марију (Маријета) и Катарину. Умрла је 1874. године, а сахрањена је на старом гробљу у Одеси.